# AFC Champions League 2021
Die AFC Champions League 2021 war die 19. Spielzeit des wichtigsten asiatischen Wettbewerbs für Vereinsmannschaften im Fußball unter dieser Bezeichnung und die 40. insgesamt. Am Wettbewerb nahmen in dieser Saison 45 Klubs aus 18 Landesverbänden der AFC teil. Die Saison begann mit der Qualifikationsrunde am 7. April und endete mit dem Finale am 23. November 2021.
Der saudi-arabische Verein al-Hilal gewann durch einen 2:0-Sieg im Finale gegen Pohang Steelers aus Südkorea den Wettbewerb zum vierten Mal und qualifizierte sich damit als Repräsentant der AFC für die FIFA-Klub-Weltmeisterschaft 2021 in den Vereinigten Arabischen Emiraten. Titelverteidiger Ulsan Hyundai aus Südkorea war im Halbfinale ausgeschieden.
Torschützenkönig wurde der Kenianer Michael Olunga vom al-Duhail SC mit neun Toren. Zum besten Spieler des Wettbewerbs wurde der Saudi-Arabier Salem al-Dawsari ernannt.

## Qualifikation
Die Spielpaarungen in den drei Qualifikationsrunden wurden nach der in die West- und Ostregion aufgeteilten AFC-Vierjahreswertung 2019 und der Zugangsliste gesetzt, wobei Begegnungen zwischen Mannschaften desselben Landesverbandes ausgeschlossen waren. Die Qualifikationsrunden wurden in jeweils einem Spiel entschieden, wobei der Verein aus dem höhergesetzten Verband jeweils Heimrecht hatte. Bei einem Gleichstand wurde zunächst eine Verlängerung gespielt und dann gegebenenfalls ein Elfmeterschießen angewendet.
Die fünf Sieger erreichten die Gruppenphase. Die unterlegenen Mannschaften aus den Verbänden, die in der Vierjahreswertung höchstens Platz 6 in ihrer Region belegten, spielten in der Gruppenphase des AFC Cups weiter. Dazu gehörten die Vereine von den Philippinen und Usbekistan. Der Verein aus Myanmar, Shan United, zog sich wegen der angespannten Sicherheitslage und alle drei Vereine aus Australien, Brisbane Roar, Melbourne City FC sowie aus der Gruppenphase der Sydney FC, wegen der Corona-Pandemie zurück. Dadurch wurde in der Ostregion nur ein Qualifikationsspiel ausgetragen, während Cerezo Osaka, Chiangrai United, der Daegu FC, Pohang Steelers sowie Ratchaburi Mitr Phol gleich in die Gruppenphase aufrückten.
Die Spiele fanden am 7. und 10. April sowie am 23. Juni 2021 statt.
|                  | Ergebnis              |                      | Region |
| ---------------- | --------------------- | -------------------- | ------ |
| al-Gharafa SC    | 0:1 n. V.             | AGMK FC              | West   |
| al-Wahda         | 1:1 n. V. (2:3 i. E.) | al-Quwa al-Dschawiya | West   |
| Foolad FC        | 4:0                   | al Ain Club          | West   |
| al-Wahda         | 2:1                   | al-Zawraa SC         | West   |
| Shanghai Port FC | 0:1                   | Kaya FC-Iloilo       | Ost    |

## Gruppenphase
An der Gruppenphase nahmen erstmals 40 Vereine teil. 35 Mannschaften waren direkt qualifiziert, dazu kamen noch 5 (vier aus der West- und einer aus der Ostregion), die sich über die Play-off-Runde qualifizierten. Die Gruppenauslosung fand am 27. Januar 2020 in der malaysischen Hauptstadt Kuala Lumpur statt. Die Mannschaften wurden in zehn Gruppen mit je vier Teilnehmern gelost. Die Teams der Westregion bildeten die Gruppen A bis E, die der Ostregion die Gruppen F bis J. Mannschaften desselben Landesverbandes konnten nicht in dieselbe Gruppe gelost werden. Aufgrund der weiter andauernden Corona-Pandemie fanden alle Gruppenspiele an einem zentralen Ort statt. So spielten die Gruppen A, C und D in Saudi-Arabien, Gruppe B in den Vereinigten Arabischen Emiraten, Gruppe E in Indien, die Gruppen F, G und J in Thailand sowie die Gruppen H und I in Usbekistan.
Die Gruppensieger und die jeweils drei besten Gruppenzweiten aus jeder Region qualifizierten sich für das Achtelfinale, die restlichen Zweit, Dritt- und Viertplatzierten schieden aus dem Wettbewerb aus. Bei Punktgleichheit zweier oder mehrerer Mannschaften wurde die Platzierung durch folgende Kriterien ermittelt:
1. Anzahl Punkte im direkten Vergleich
2. Tordifferenz im direkten Vergleich
3. Anzahl Tore im direkten Vergleich
4. Wenn nach der Anwendung der Kriterien 1 bis 4 immer noch mehrere Mannschaften denselben Tabellenplatz belegen, werden die Kriterien 1 bis 4 erneut angewendet, jedoch ausschließlich auf die Direktbegegnungen der betreffenden Mannschaften. Sollte auch dies zu keiner definitiven Platzierung führen, werden die Kriterien 6 bis 10 angewendet.
5. Tordifferenz aus allen Gruppenspielen
6. Anzahl Tore in allen Gruppenspielen
7. Wenn es nur um zwei Mannschaften geht und diese beiden auf dem Platz stehen, kommt es zwischen diesen zu einem Elfmeterschießen.
8. Niedrigere Anzahl Punkte durch Gelbe und Rote Karten (Gelbe Karte 1 Punkt, Gelb-Rote und Rote Karte 3 Punkte, Gelbe Karte auf die eine direkte Rote Karte folgt 4 Punkte)
9. Höherer Rang des Fußballverbandes in der AFC-Vierjahreswertung

### Gruppe A
| Pl. | Verein                    | Sp. | S | U | N | Tore    | Diff. | Punkte |
| --- | ------------------------- | --- | - | - | - | ------- | ----- | ------ |
| 1.  | FC Istiklol               | 6   | 3 | 1 | 2 | 010:800 | +2    | 10     |
| 2.  | al-Hilal                  | 6   | 3 | 1 | 2 | 011:900 | +2    | 10     |
| 3.  | Shabab al-Ahli Dubai Club | 6   | 2 | 1 | 3 | 006:600 | ±0    | 07     |
| 4.  | AGMK FC                   | 6   | 2 | 1 | 3 | 009:130 | −4    | 07     |

| 15. April 2021            |     |                                                                       |
| FC Istiklol               | 0:0 | Shabab al-Ahli Dubai Club \| König-Fahd-Stadion (in Riad)             |
| al-Hilal                  | 2:2 | AGMK FC \| Prince Faisal bin Fahd Stadium (in Riad)                   |
| 18. April 2021            |     |                                                                       |
| Shabab al-Ahli Dubai Club | 0:2 | al-Hilal \| Prince Faisal bin Fahd Stadium (in Riad)                  |
| AGMK FC                   | 2:3 | FC Istiklol \| König-Fahd-Stadion (in Riad)                           |
| 21. April 2021            |     |                                                                       |
| al-Hilal                  | 3:1 | FC Istiklol \| Prince Faisal bin Fahd Stadium (in Riad)               |
| AGMK FC                   | 2:1 | Shabab al-Ahli Dubai Club \| König-Fahd-Stadion (in Riad)             |
| 24. April 2021            |     |                                                                       |
| FC Istiklol               | 4:1 | al-Hilal \| Prince Faisal bin Fahd Stadium (in Riad)                  |
| Shabab al-Ahli Dubai Club | 3:1 | AGMK FC \| König-Fahd-Stadion (in Riad)                               |
| 27. April 2021            |     |                                                                       |
| Shabab al-Ahli Dubai Club | 0:1 | FC Istiklol \| König-Fahd-Stadion (in Riad)                           |
| AGMK FC                   | 0:3 | al-Hilal \| Prince Faisal bin Fahd Stadium (in Riad)                  |
| 30. April 2021            |     |                                                                       |
| FC Istiklol               | 1:2 | AGMK FC \| König-Fahd-Stadion (in Riad)                               |
| al-Hilal                  | 0:2 | Shabab al-Ahli Dubai Club \| Prince Faisal bin Fahd Stadium (in Riad) |

### Gruppe B
| Pl. | Verein               | Sp. | S | U | N | Tore    | Diff. | Punkte |
| --- | -------------------- | --- | - | - | - | ------- | ----- | ------ |
| 1.  | Sharjah FC           | 6   | 3 | 2 | 1 | 009:600 | +3    | 11     |
| 2.  | Tractor Sazi Täbris  | 6   | 2 | 4 | 0 | 006:300 | +3    | 10     |
| 3.  | Paxtakor Taschkent   | 6   | 1 | 4 | 1 | 006:800 | −2    | 07     |
| 4.  | al-Quwa al-Dschawiya | 6   | 0 | 2 | 4 | 002:600 | −4    | 02     |

| 14. April 2021       |     |                                                         |
| Paxtakor Taschkent   | 3:3 | Tractor Sazi Täbris \| Sharjah Stadium (in Schardscha)  |
| Sharjah FC           | 1:0 | al-Quwa al-Dschawiya \| Sharjah Stadium (in Schardscha) |
| 17. April 2021       |     |                                                         |
| Tractor Sazi Täbris  | 0:0 | Sharjah FC \| Sharjah Stadium (in Schardscha)           |
| al-Quwa al-Dschawiya | 0:0 | Paxtakor Taschkent \| Sharjah Stadium (in Schardscha)   |
| 20. April 2021       |     |                                                         |
| Sharjah FC           | 4:1 | Paxtakor Taschkent \| Sharjah Stadium (in Schardscha)   |
| al-Quwa al-Dschawiya | 0:0 | Tractor Sazi Täbris \| Sharjah Stadium (in Schardscha)  |
| 23. April 2021       |     |                                                         |
| Paxtakor Taschkent   | 1:1 | Sharjah FC \| Sharjah Stadium (in Schardscha)           |
| Tractor Sazi Täbris  | 1:0 | al-Quwa al-Dschawiya \| Sharjah Stadium (in Schardscha) |
| 26. April 2021       |     |                                                         |
| Tractor Sazi Täbris  | 0:0 | Paxtakor Taschkent \| Sharjah Stadium (in Schardscha)   |
| al-Quwa al-Dschawiya | 2:3 | Sharjah FC \| Sharjah Stadium (in Schardscha)           |
| 29. April 2021       |     |                                                         |
| Paxtakor Taschkent   | 1:0 | al-Quwa al-Dschawiya \| Sharjah Stadium (in Schardscha) |
| Sharjah FC           | 0:2 | Tractor Sazi Täbris \| Sharjah Stadium (in Schardscha)  |

### Gruppe C
| Pl. | Verein            | Sp. | S | U | N | Tore    | Diff. | Punkte |
| --- | ----------------- | --- | - | - | - | ------- | ----- | ------ |
| 1.  | Esteghlal Teheran | 6   | 3 | 2 | 1 | 014:800 | +6    | 11     |
| 2.  | al-Duhail SC      | 6   | 2 | 3 | 1 | 011:900 | +2    | 09     |
| 3.  | al-Ahli           | 6   | 2 | 3 | 1 | 009:800 | +1    | 09     |
| 4.  | al-Shorta SC      | 6   | 1 | 0 | 5 | 003:120 | −9    | 03     |

| 15. April 2021    |     |                                                                      |
| Esteghlal Teheran | 5:2 | al-Ahli \| King Abdullah Sports City Stadium (in Dschidda)           |
| al-Duhail SC      | 2:0 | al-Shorta SC \| King Abdullah Sports City Stadium (in Dschidda)      |
| 18. April 2021    |     |                                                                      |
| al-Ahli           | 1:1 | al-Duhail SC \| King Abdullah Sports City Stadium (in Dschidda)      |
| al-Shorta SC      | 0:3 | Esteghlal Teheran \| King Abdullah Sports City Stadium (in Dschidda) |
| 21. April 2021    |     |                                                                      |
| al-Duhail SC      | 4:3 | Esteghlal Teheran \| King Abdullah Sports City Stadium (in Dschidda) |
| al-Shorta SC      | 0:3 | al-Ahli \| King Abdullah Sports City Stadium (in Dschidda)           |
| 24. April 2021    |     |                                                                      |
| Esteghlal Teheran | 2:2 | al-Duhail SC \| King Abdullah Sports City Stadium (in Dschidda)      |
| al-Ahli           | 2:1 | al-Shorta SC \| King Abdullah Sports City Stadium (in Dschidda)      |
| 27. April 2021    |     |                                                                      |
| al-Ahli           | 0:0 | Esteghlal Teheran \| King Abdullah Sports City Stadium (in Dschidda) |
| al-Shorta SC      | 2:1 | al-Duhail SC \| King Abdullah Sports City Stadium (in Dschidda)      |
| 30. April 2021    |     |                                                                      |
| Esteghlal Teheran | 1:0 | al-Shorta SC \| King Abdullah Sports City Stadium (in Dschidda)      |
| al-Duhail SC      | 1:1 | al-Ahli \| King Abdullah Sports City Stadium (in Dschidda)           |

### Gruppe D
| Pl. | Verein      | Sp. | S | U | N | Tore    | Diff. | Punkte |
| --- | ----------- | --- | - | - | - | ------- | ----- | ------ |
| 1.  | al-Nassr FC | 6   | 3 | 2 | 1 | 009:500 | +4    | 11     |
| 2.  | al-Sadd SC  | 6   | 3 | 1 | 2 | 009:700 | +2    | 10     |
| 3.  | al-Wihdat   | 6   | 2 | 1 | 3 | 004:700 | −3    | 07     |
| 4.  | Foolad FC   | 6   | 1 | 2 | 3 | 003:600 | −3    | 05     |

| 14. April 2021 |     |                                            |
| al-Wihdat      | 0:0 | al-Nassr FC \| KSU Stadium (in Riad)       |
| al-Sadd SC     | 1:1 | Foolad FC \| König-Fahd-Stadion (in Riad)  |
| 17. April 2021 |     |                                            |
| al-Nassr FC    | 3:1 | al-Sadd SC \| KSU Stadium (in Riad)        |
| Foolad FC      | 1:0 | al-Wihdat \| König-Fahd-Stadion (in Riad)  |
| 20. April 2021 |     |                                            |
| al-Sadd SC     | 3:1 | al-Wihdat \| König-Fahd-Stadion (in Riad)  |
| Foolad FC      | 1:1 | al-Nassr FC \| KSU Stadium (in Riad)       |
| 23. April 2021 |     |                                            |
| al-Wihdat      | 0:2 | al-Sadd SC \| König-Fahd-Stadion (in Riad) |
| al-Nassr FC    | 2:0 | Foolad FC \| KSU Stadium (in Riad)         |
| 26. April 2021 |     |                                            |
| al-Nassr FC    | 1:2 | al-Wihdat \| KSU Stadium (in Riad)         |
| Foolad FC      | 0:1 | al-Sadd SC \| König-Fahd-Stadion (in Riad) |
| 29. April 2021 |     |                                            |
| al-Wihdat      | 1:0 | Foolad FC \| König-Fahd-Stadion (in Riad)  |
| al-Sadd SC     | 1:2 | al-Nassr FC \| KSU Stadium (in Riad)       |

### Gruppe E
| Pl. | Verein             | Sp. | S | U | N | Tore    | Diff. | Punkte |
| --- | ------------------ | --- | - | - | - | ------- | ----- | ------ |
| 1.  | Persepolis Teheran | 6   | 5 | 0 | 1 | 014:500 | +9    | 15     |
| 2.  | al-Wahda           | 6   | 4 | 1 | 1 | 007:300 | +4    | 13     |
| 3.  | FC Goa             | 6   | 0 | 3 | 3 | 002:900 | −7    | 03     |
| 4.  | al-Rayyan SC       | 6   | 0 | 2 | 4 | 006:120 | −6    | 02     |

| 14. April 2021     |     |                                                   |
| FC Goa             | 0:0 | al-Rayyan SC \| Fatorda-Stadion (in Margao)       |
| Persepolis Teheran | 1:0 | al-Wahda \| Fatorda-Stadion (in Margao)           |
| 17. April 2021     |     |                                                   |
| al-Rayyan SC       | 1:3 | Persepolis Teheran \| Fatorda-Stadion (in Margao) |
| al-Wahda           | 0:0 | FC Goa \| Fatorda-Stadion (in Margao)             |
| 20. April 2021     |     |                                                   |
| Persepolis Teheran | 2:1 | FC Goa \| Fatorda-Stadion (in Margao)             |
| al-Wahda           | 3:2 | al-Rayyan SC \| Fatorda-Stadion (in Margao)       |
| 23. April 2021     |     |                                                   |
| FC Goa             | 0:4 | Persepolis Teheran \| Fatorda-Stadion (in Margao) |
| al-Rayyan SC       | 0:1 | al-Wahda \| Fatorda-Stadion (in Margao)           |
| 26. April 2021     |     |                                                   |
| al-Rayyan SC       | 1:1 | FC Goa \| Fatorda-Stadion (in Margao)             |
| al-Wahda           | 1:0 | Persepolis Teheran \| Fatorda-Stadion (in Margao) |
| 29. April 2021     |     |                                                   |
| FC Goa             | 0:2 | al-Wahda \| Fatorda-Stadion (in Margao)           |
| Persepolis Teheran | 4:2 | al-Rayyan SC \| Fatorda-Stadion (in Margao)       |

### Gruppe F
| Pl. | Verein              | Sp. | S | U | N | Tore    | Diff. | Punkte |
| --- | ------------------- | --- | - | - | - | ------- | ----- | ------ |
| 1.  | Ulsan Hyundai       | 6   | 6 | 0 | 0 | 013:100 | +12   | 18     |
| 2.  | BG Pathum United FC | 6   | 4 | 0 | 2 | 010:600 | +4    | 12     |
| 3.  | Viettel FC          | 6   | 2 | 0 | 4 | 007:900 | −2    | 06     |
| 4.  | Kaya FC-Iloilo      | 6   | 0 | 0 | 6 | 002:160 | −14   | 0      |

| 26. Juni 2021       |     |                                                              |
| BG Pathum United FC | 4:1 | Kaya FC-Iloilo \| Pathum Thani Stadium (in Bueng Yitho)      |
| Viettel FC          | 0:1 | Ulsan Hyundai \| Thammasat Stadium (in Tha Khlong)           |
| 29. Juni 2021       |     |                                                              |
| Ulsan Hyundai       | 2:0 | BG Pathum United FC \| Pathum Thani Stadium (in Bueng Yitho) |
| Kaya FC-Iloilo      | 0:5 | Viettel FC \| Thammasat Stadium (in Tha Khlong)              |
| 2. Juli 2021        |     |                                                              |
| Kaya FC-Iloilo      | 0:3 | Ulsan Hyundai \| Thammasat Stadium (in Tha Khlong)           |
| BG Pathum United FC | 2:0 | Viettel FC \| Pathum Thani Stadium (in Bueng Yitho)          |
| 5. Juli 2021        |     |                                                              |
| Ulsan Hyundai       | 2:1 | Kaya FC-Iloilo \| Thammasat Stadium (in Tha Khlong)          |
| Viettel FC          | 1:3 | BG Pathum United FC \| Pathum Thani Stadium (in Bueng Yitho) |
| 8. Juli 2021        |     |                                                              |
| Kaya FC-Iloilo      | 0:1 | BG Pathum United FC \| Pathum Thani Stadium (in Bueng Yitho) |
| Ulsan Hyundai       | 3:0 | Viettel FC \| Thammasat Stadium (in Tha Khlong)              |
| 11. Juli 2021       |     |                                                              |
| Viettel FC          | 1:0 | Kaya FC-Iloilo \| Thammasat Stadium (in Tha Khlong)          |
| BG Pathum United FC | 0:2 | Ulsan Hyundai \| Pathum Thani Stadium (in Bueng Yitho)       |

### Gruppe G
| Pl. | Verein                | Sp. | S | U | N | Tore    | Diff. | Punkte |
| --- | --------------------- | --- | - | - | - | ------- | ----- | ------ |
| 1.  | Nagoya Grampus        | 6   | 5 | 1 | 0 | 014:200 | +12   | 16     |
| 2.  | Pohang Steelers       | 6   | 3 | 2 | 1 | 009:500 | +4    | 11     |
| 3.  | Johor Darul Ta’zim FC | 6   | 1 | 1 | 4 | 003:900 | −6    | 04     |
| 4.  | Ratchaburi Mitr Phol  | 6   | 0 | 2 | 4 | 000:100 | −10   | 02     |

| 22. Juni 2021         |     |                                                           |
| Pohang Steelers       | 2:0 | Ratchaburi Mitr Phol \| Rajamangala Stadium (in Bangkok)  |
| Johor Darul Ta’zim FC | 0:1 | Nagoya Grampus \| Rajamangala Stadium (in Bangkok)        |
| 25. Juni 2021         |     |                                                           |
| Nagoya Grampus        | 3:0 | Pohang Steelers \| Rajamangala Stadium (in Bangkok)       |
| Ratchaburi Mitr Phol  | 0:1 | Johor Darul Ta’zim FC \| Rajamangala Stadium (in Bangkok) |
| 28. Juni 2021         |     |                                                           |
| Ratchaburi Mitr Phol  | 0:4 | Nagoya Grampus \| Rajamangala Stadium (in Bangkok)        |
| Pohang Steelers       | 4:1 | Johor Darul Ta’zim FC \| Rajamangala Stadium (in Bangkok) |
| 1. Juli 2021          |     |                                                           |
| Johor Darul Ta’zim FC | 0:2 | Pohang Steelers \| Rajamangala Stadium (in Bangkok)       |
| Nagoya Grampus        | 3:0 | Ratchaburi Mitr Phol \| Rajamangala Stadium (in Bangkok)  |
| 4. Juli 2021          |     |                                                           |
| Ratchaburi Mitr Phol  | 0:0 | Pohang Steelers \| Rajamangala Stadium (in Bangkok)       |
| Nagoya Grampus        | 2:1 | Johor Darul Ta’zim FC \| Rajamangala Stadium (in Bangkok) |
| 7. Juli 2021          |     |                                                           |
| Johor Darul Ta’zim FC | 0:0 | Ratchaburi Mitr Phol \| Rajamangala Stadium (in Bangkok)  |
| Pohang Steelers       | 1:1 | Nagoya Grampus \| Thammasat Stadium (in Tha Khlong)       |

### Gruppe H
| Pl. | Verein                 | Sp. | S | U | N | Tore    | Diff. | Punkte |
| --- | ---------------------- | --- | - | - | - | ------- | ----- | ------ |
| 1.  | Jeonbuk Hyundai Motors | 6   | 5 | 1 | 0 | 022:500 | +17   | 16     |
| 2.  | Gamba Osaka            | 6   | 2 | 3 | 1 | 015:700 | +8    | 09     |
| 3.  | Chiangrai United       | 6   | 2 | 2 | 2 | 008:700 | +1    | 08     |
| 4.  | Tampines Rovers        | 6   | 0 | 0 | 6 | 001:270 | −26   | 0      |

| 25. Juni 2021          |     |                                                            |
| Tampines Rovers        | 0:2 | Gamba Osaka \| Bunyodkor-Stadion (in Taschkent)            |
| Jeonbuk Hyundai Motors | 2:1 | Chiangrai United \| Lokomotiv-Stadion (in Taschkent)       |
| 28. Juni 2021          |     |                                                            |
| Chiangrai United       | 1:0 | Tampines Rovers \| Bunyodkor-Stadion (in Taschkent)        |
| Gamba Osaka            | 2:2 | Jeonbuk Hyundai Motors \| Lokomotiv-Stadion (in Taschkent) |
| 1. Juli 2021           |     |                                                            |
| Jeonbuk Hyundai Motors | 9:0 | Tampines Rovers \| Lokomotiv-Stadion (in Taschkent)        |
| Chiangrai United       | 1:1 | Gamba Osaka \| Bunyodkor-Stadion (in Taschkent)            |
| 4. Juli 2021           |     |                                                            |
| Tampines Rovers        | 0:4 | Jeonbuk Hyundai Motors \| Bunyodkor-Stadion (in Taschkent) |
| Gamba Osaka            | 1:1 | Chiangrai United \| Lokomotiv-Stadion (in Taschkent)       |
| 7. Juli 2021           |     |                                                            |
| Gamba Osaka            | 8:1 | Tampines Rovers \| Bunyodkor-Stadion (in Taschkent)        |
| Chiangrai United       | 1:3 | Jeonbuk Hyundai Motors \| Lokomotiv-Stadion (in Taschkent) |
| 10. Juli 2021          |     |                                                            |
| Tampines Rovers        | 0:3 | Chiangrai United \| Lokomotiv-Stadion (in Taschkent)       |
| Jeonbuk Hyundai Motors | 2:1 | Gamba Osaka \| Bunyodkor-Stadion (in Taschkent)            |

### Gruppe I
| Pl. | Verein            | Sp. | S | U | N | Tore    | Diff. | Punkte |
| --- | ----------------- | --- | - | - | - | ------- | ----- | ------ |
| 1.  | Kawasaki Frontale | 6   | 6 | 0 | 0 | 027:300 | +24   | 18     |
| 2.  | Daegu FC          | 6   | 4 | 0 | 2 | 022:600 | +16   | 12     |
| 3.  | United City FC    | 6   | 1 | 1 | 4 | 004:240 | −20   | 04     |
| 4.  | Beijing Guoan     | 6   | 0 | 1 | 5 | 003:230 | −20   | 01     |

| 26. Juni 2021     |     |                                                       |
| United City FC    | 1:1 | Beijing Guoan \| Bunyodkor-Stadion (in Taschkent)     |
| Kawasaki Frontale | 3:2 | Daegu FC \| Lokomotiv-Stadion (in Taschkent)          |
| 29. Juni 2021     |     |                                                       |
| Beijing Guoan     | 0:7 | Kawasaki Frontale \| Lokomotiv-Stadion (in Taschkent) |
| Daegu FC          | 7:0 | United City FC \| Bunyodkor-Stadion (in Taschkent)    |
| 2. Juli 2021      |     |                                                       |
| Kawasaki Frontale | 8:0 | United City FC \| Lokomotiv-Stadion (in Taschkent)    |
| Daegu FC          | 5:0 | Beijing Guoan \| Bunyodkor-Stadion (in Taschkent)     |
| 5. Juli 2021      |     |                                                       |
| United City FC    | 0:2 | Kawasaki Frontale \| Lokomotiv-Stadion (in Taschkent) |
| Beijing Guoan     | 0:3 | Daegu FC \| Bunyodkor-Stadion (in Taschkent)          |
| 8. Juli 2021      |     |                                                       |
| Beijing Guoan     | 2:3 | United City FC \| Lokomotiv-Stadion (in Taschkent)    |
| Daegu FC          | 1:3 | Kawasaki Frontale \| Bunyodkor-Stadion (in Taschkent) |
| 11. Juli 2021     |     |                                                       |
| United City FC    | 0:4 | Daegu FC \| Bunyodkor-Stadion (in Taschkent)          |
| Kawasaki Frontale | 4:0 | Beijing Guoan \| Lokomotiv-Stadion (in Taschkent)     |

### Gruppe J
| Pl. | Verein       | Sp. | S | U | N | Tore    | Diff. | Punkte |
| --- | ------------ | --- | - | - | - | ------- | ----- | ------ |
| 1.  | Cerezo Osaka | 6   | 4 | 2 | 0 | 013:200 | +11   | 14     |
| 2.  | Kitchee SC   | 6   | 3 | 2 | 1 | 006:300 | +3    | 11     |
| 3.  | Port FC      | 6   | 2 | 2 | 2 | 010:800 | +2    | 08     |
| 4.  | Guangzhou FC | 6   | 0 | 0 | 6 | 001:170 | −16   | 0      |

| 24. Juni 2021 |     |                                               |
| Guangzhou FC  | 0:2 | Cerezo Osaka \| Buriram Stadium (in Buri Ram) |
| Kitchee SC    | 2:0 | Port FC \| Buriram Stadium (in Buri Ram)      |
| 27. Juni 2021 |     |                                               |
| Port FC       | 3:0 | Guangzhou FC \| Buriram Stadium (in Buri Ram) |
| Cerezo Osaka  | 2:1 | Kitchee SC \| Buriram Stadium (in Buri Ram)   |
| 30. Juni 2021 |     |                                               |
| Cerezo Osaka  | 1:1 | Port FC \| Buriram Stadium (in Buri Ram)      |
| Guangzhou FC  | 0:1 | Kitchee SC \| Buriram Stadium (in Buri Ram)   |
| 3. Juli 2021  |     |                                               |
| Port FC       | 0:3 | Cerezo Osaka \| Buriram Stadium (in Buri Ram) |
| Kitchee SC    | 1:0 | Guangzhou FC \| Buriram Stadium (in Buri Ram) |
| 6. Juli 2021  |     |                                               |
| Cerezo Osaka  | 5:0 | Guangzhou FC \| Buriram Stadium (in Buri Ram) |
| Port FC       | 1:1 | Kitchee SC \| Buriram Stadium (in Buri Ram)   |
| 9. Juli 2021  |     |                                               |
| Kitchee SC    | 1:1 | Cerezo Osaka \| Buriram Stadium (in Buri Ram) |
| Guangzhou FC  | 1:5 | Port FC \| Buriram Stadium (in Buri Ram)      |

### Tabellen der Gruppenzweiten
Neben den zehn Gruppensiegern qualifizierten sich auch die jeweils drei besten Gruppenzweiten der West- und der Ostregion für die Finalrunde. Bei Punktgleichheit zweier oder aller Mannschaften wurde die Platzierung durch folgende Kriterien ermittelt:
1. Tordifferenz aus allen Gruppenspielen
2. Anzahl Tore in allen Gruppenspielen
3. Niedrigere Anzahl Punkte durch Gelbe und Rote Karten (Gelbe Karte 1 Punkt, Gelb-Rote und Rote Karte 3 Punkte, Gelbe Karte auf die eine direkte Rote Karte folgt 4 Punkte)
4. Losziehung

Westregion
| Pl. | Verein              | Sp. | S | U | N | Tore    | Diff. | Punkte | Gruppe |
| --- | ------------------- | --- | - | - | - | ------- | ----- | ------ | ------ |
| 1.  | al-Wahda            | 6   | 4 | 1 | 1 | 007:300 | +4    | 13     | E      |
| 2.  | Tractor Sazi Täbris | 6   | 2 | 4 | 0 | 006:300 | +3    | 10     | B      |
| 3.  | al-Hilal            | 6   | 3 | 1 | 2 | 011:900 | +2    | 10     | A      |
| 4.  | al-Sadd SC          | 6   | 3 | 1 | 2 | 009:700 | +2    | 10     | D      |
| 5.  | al-Duhail SC        | 6   | 2 | 3 | 1 | 011:900 | +2    | 09     | C      |

Ostregion
| Pl. | Verein              | Sp. | S | U | N | Tore    | Diff. | Punkte | Gruppe |
| --- | ------------------- | --- | - | - | - | ------- | ----- | ------ | ------ |
| 1.  | Daegu FC            | 6   | 4 | 0 | 2 | 022:600 | +16   | 12     | I      |
| 2.  | BG Pathum United FC | 6   | 4 | 0 | 2 | 010:600 | +4    | 12     | F      |
| 3.  | Pohang Steelers     | 6   | 3 | 2 | 1 | 009:500 | +4    | 11     | G      |
| 4.  | Kitchee SC          | 6   | 3 | 2 | 1 | 006:300 | +3    | 11     | J      |
| 5.  | Gamba Osaka         | 6   | 2 | 3 | 1 | 015:700 | +8    | 09     | H      |

## Finalrunde
Die bereits seit den Qualifikationsrunden bestehende Aufteilung in die West- und Ostregion wurde in der Finalrunde bis zum Finale fortgeführt. Aufgrund der Corona-Pandemie wurden alle Spiele der Finalrunde in einem Spiel und ab dem Viertelfinale an einem zentralen Ort ausgetragen. Die Spiele in der Westregion fanden in Riad (Saudi-Arabien) und die der Ostregion in Jeonju (Südkorea) statt.

### Achtelfinale
Die Spielpaarungen für das Achtelfinale wurden schon bei der Auslosung der Gruppenphase im Januar 2021 blind festgelegt. So konnte es dazu kommen, dass Mannschaften desselben Landesverbandes gegeneinander spielen mussten. Die genauen Paarungen hingen davon ab, aus welchen Gruppen sich die Zweiten qualifizierten. Die Spiele fanden vom 13. bis zum 15. September 2021 statt.
|                        | Ergebnis              |                     | Region |
| ---------------------- | --------------------- | ------------------- | ------ |
| FC Istiklol            | 0:1                   | Persepolis Teheran  | West   |
| Sharjah FC             | 1:1 n. V. (4:5 i. E.) | al-Wahda            | West   |
| Esteghlal Teheran      | 0:2                   | al-Hilal            | West   |
| al-Nassr FC            | 1:0                   | Tractor Sazi Täbris | West   |
| Ulsan Hyundai          | 0:0 n. V. (3:2 i. E.) | Kawasaki Frontale   | Ost    |
| Nagoya Grampus         | 4:2                   | Daegu FC            | Ost    |
| Jeonbuk Hyundai Motors | 1:1 n. V. (4:2 i. E.) | BG Pathum United FC | Ost    |
| Cerezo Osaka           | 0:1                   | Pohang Steelers     | Ost    |

### Viertelfinale
Die Spielpaarungen für das Viertelfinale wurden am 17. September 2021 ausgelost. Die Spiele fanden am 16. und 17. Oktober 2021 statt.
|                        | Ergebnis  |                | Region |
| ---------------------- | --------- | -------------- | ------ |
| al-Wahda               | 1:5       | al-Nassr FC    | West   |
| Persepolis Teheran     | 0:3       | al-Hilal       | West   |
| Jeonbuk Hyundai Motors | 2:3 n. V. | Ulsan Hyundai  | Ost    |
| Pohang Steelers        | 3:0       | Nagoya Grampus | Ost    |

### Halbfinale
Im Halbfinale spielten die zwei Mannschaften der Westregion und die zwei der Ostregion jeweils gegeneinander. Die Spiele fanden am 19. und 20. Oktober 2021 statt.
|               | Ergebnis              |                 | Region |
| ------------- | --------------------- | --------------- | ------ |
| al-Nassr FC   | 1:2                   | al-Hilal        | West   |
| Ulsan Hyundai | 1:1 n. V. (4:5 i. E.) | Pohang Steelers | Ost    |

### Finale
| al-Hilal                                                                          | al-Hilal | Pohang Steelers | Pohang Steelers |
| --------------------------------------------------------------------------------- | --- | --- | --------------- |
| al-Hilal                                                                          | \| 23. November 2021 in Riad (König-Fahd-Stadion) \| \| Ergebnis: 2:0 (1:0) \| \| Zuschauer: 50.171 \| \| Schiedsrichter: Mohammed Abdullah Hassan Mohammed ( Vereinigte Arabische Emirate) \|                                                                                                | \| 23. November 2021 in Riad (König-Fahd-Stadion) \| \| Ergebnis: 2:0 (1:0) \| \| Zuschauer: 50.171 \| \| Schiedsrichter: Mohammed Abdullah Hassan Mohammed ( Vereinigte Arabische Emirate) \|                                                  | Pohang Steelers |
| al-Hilal                                                                          | Abdullah al-Mayouf – Mohammed al-Breik, Jang Hyun-soo, Muteb al-Mufarrij, Nasser al-Dawsari – Salman al-Faraj, Mohamed Kanno (90.+4' Mohammed Jahfali) – Moussa Marega, Matheus Pereira, Salem al-Dawsari – Bafétimbi Gomis (85. Yasser al-Shahrani) Cheftrainer: Leonardo Jardim ( Portugal) | Lee Jun – Park Seung-wook, Gwon Wan-gyu, Alex Grant, Kang Sang-woo – Shin Kwang-hoon, Lee Soo-bin (46. Go Young-joon, 81. Lee Ho-jae) – Mario Kvesić (46. Jeon Min-gwang), Sin Jin-ho, Lim Sang-hyub – Manuel Palacios Cheftrainer: Kim Gi-dong | Pohang Steelers |
| al-Hilal                                                                          | 1:0 al-Dawsari (1.) 2:0 Marega (63.) | | Pohang Steelers |
| al-Hilal                                                                          | Marega (26.), Kanno (83.), Pereira (84.) | Grant (20.), Gwon (42.), Jeon (53.), Lim (67.) | Pohang Steelers |
| 23. November 2021 in Riad (König-Fahd-Stadion)                                    | | |                 |
| Ergebnis: 2:0 (1:0)                                                               | | |                 |
| Zuschauer: 50.171                                                                 | | |                 |
| Schiedsrichter: Mohammed Abdullah Hassan Mohammed ( Vereinigte Arabische Emirate) | | |                 |

## Torschützenliste
Nachfolgend sind die besten Torschützen der Champions-League-Saison (ohne Qualifikation) aufgeführt. Bei gleicher Anzahl von Treffern sind die Spieler alphabetisch sortiert.
| Rang | Nat        | Spieler              | Verein                 | Tore |
| ---- | ---------- | -------------------- | ---------------------- | ---- |
| 01   | Kenia      | Michael Olunga       | al-Duhail SC           | 9    |
| 02   | Brasilien  | Gustavo Henrique     | Jeonbuk Hyundai Motors | 8    |
| 03   | Gambia     | Modou Barrow         | Jeonbuk Hyundai Motors | 6    |
|      | Brasilien  | Leandro Damião       | Kawasaki Frontale      | 6    |
|      | Brasilien  | Edgar                | Daegu FC               | 6    |
|      | Frankreich | Bafétimbi Gomis      | al-Hilal               | 6    |
|      | Brasilien  | Patric               | Gamba Osaka            | 6    |
| 08   | Brasilien  | Cesinha              | Daegu FC               | 5    |
|      | Mali       | Cheick Diabaté       | Esteghlal Teheran      | 5    |
|      | Marokko    | Abderrazak Hamdallah | al-Nassr FC            | 5    |

## Eingesetzte Spieler von al-Hilal
| al-Hilal | - Tor: Abdullah al-Mayouf (10/-) - Abwehr: Mohammed al-Breik (10/-); Jang Hyun-soo (10/-); Ali al-Bulaihi (9/1); Yasser al-Shahrani (9/1); Mohammed Jahfali (5/-); Amiri Kurdi (4/-); Hamad al-Yami (3/-); Madallah al-Olayan (2/-); Muteb al-Mufarrij (1/-) - Mittelfeld: Nasser al-Dawsari (9/1); Mohamed Kanno (9/-); Salem al-Dawsari (6/3); Hattan Bahebri (6/2); André Carrillo (6/1); Abdullah Otayf (6/-); Salman al-Faraj (4/-); Matheus Pereira (4/-); Fawaz al-Torais (4/-); Musab al-Juwayr (2/-); Saad al-Nasser (1/-) - Sturm: Bafétimbi Gomis (10/6); Saleh al-Shehri (8/-); Luciano Vietto (6/2); Moussa Marega (4/2); Abdullah al-Hamdan (3/-) - Trainer: Rogério Micale (Gruppenphase); Leonardo Jardim (Achtelfinale bis Finale) |

## Schiedsrichter
Die 135 Spiele wurden von 43 verschiedenen Schiedsrichtern aus 21 Ländern geleitet. Vier Schiedsrichter stammten aus dem Iran, jeweils drei aus Bahrain, Japan, Jordanien und Katar sowie je zwei aus Australien, China, dem Irak, Kuwait, Malaysia, dem Oman, Saudi-Arabien, Sri Lanka, Südkorea, Syrien und den Vereinigten Arabischen Emiraten.
Für das Finale war der Emirater Mohammed Abdullah Hassan Mohammed verantwortlich.
| Schiedsrichter                    | Land               | Geboren       | Spiele |     |   |    |
| --------------------------------- | ------------------ | ------------- | ------ | --- | - | -- |
| Ali Abdulnabi                     | Bahrain            | 14. Okt. 1971 | 003    | 016 | 0 | 0  |
| Hussein Abo Yehia                 | Libanon            | 31. Jan. 1981 | 003    | 006 | 0 | 0  |
| Saoud Ali al-Adba                 | Katar              | 27. Juli 1986 | 002    | 006 | 0 | 0  |
| Hassan Akrami                     | Iran               | 6. Sep. 1984  | 001    | 004 | 0 | 0  |
| Ahmad al-Ali                      | Kuwait             | 1. Jan. 1984  | 002    | 014 | 1 | 02 |
| Ahmed al-Ali                      | Jordanien          | 27. Juli 1987 | 002    | 004 | 0 | 0  |
| Omar al-Ali                       | Ver. Arab. Emirate | 16. Feb. 1988 | 002    | 005 | 0 | 0  |
| Chris Beath                       | Australien         | 17. Nov. 1984 | 001    | 004 | 0 | 01 |
| Mooud Bonyadifard                 | Iran               | 8. Sep. 1985  | 003    | 011 | 0 | 0  |
| Shaun Evans                       | Australien         | 21. Okt. 1987 | 002    | 008 | 0 | 0  |
| Alireza Faghani                   | Iran               | 21. Mär. 1978 | 004    | 018 | 0 | 0  |
| Fu Ming                           | China              | 5. Jan. 1983  | 002    | 006 | 0 | 0  |
| Hanna Hattab                      | Syrien             | 22. Mär. 1989 | 004    | 019 | 0 | 02 |
| Bijan Heidari                     | Iran               | 21. Juli 1980 | 002    | 005 | 0 | 0  |
| Mohammed al-Hoish                 | Saudi-Arabien      | 30. Nov. 1986 | 003    | 005 | 0 | 0  |
| Ahmad Ibrahim                     | Jordanien          | 12. Mär. 1985 | 002    | 003 | 0 | 0  |
| Jumpei Iida                       | Japan              | 14. Aug. 1981 | 004    | 014 | 0 | 01 |
| Abdulrahman al-Jassim             | Katar              | 14. Okt. 1987 | 004    | 013 | 0 | 01 |
| Ahmed al-Kaf                      | Oman               | 6. Mär. 1983  | 005    | 022 | 0 | 0  |
| Turki al-Khudhayr                 | Saudi-Arabien      | 30. Nov. 1979 | 002    | 010 | 1 | 0  |
| Kim Dae-yong                      | Südkorea           | 12. Juni 1981 | 003    | 012 | 0 | 0  |
| Hiroyuki Kimura                   | Japan              | 30. Jan. 1982 | 004    | 012 | 0 | 0  |
| Ko Hyung-jin                      | Südkorea           | 20. Juni 1982 | 002    | 007 | 0 | 0  |
| Ma Ning                           | China              | 14. Juni 1979 | 004    | 015 | 0 | 0  |
| Ammar Mahfoodh                    | Bahrain            | 7. Aug. 1986  | 003    | 007 | 0 | 0  |
| Adham Makhadmeh                   | Jordanien          | 13. Feb. 1987 | 001    | 002 | 0 | 0  |
| Khamis al-Marri                   | Katar              | 6. Juli 1984  | 002    | 006 | 0 | 0  |
| Mohammed Abdullah Hassan Mohammed | Ver. Arab. Emirate | 2. Dez. 1978  | 005    | 029 | 0 | 0  |
| Nazmi Nasaruddin                  | Malaysia           | 26. Feb. 1990 | 002    | 007 | 0 | 0  |
| Gamini Nivon                      | Sri Lanka          | 24. Juli 1984 | 003    | 004 | 0 | 01 |
| Hettikamkanamge Perera            | Sri Lanka          | 19. Sep. 1978 | 004    | 015 | 0 | 0  |
| Sivakorn Pu-udom                  | Thailand           | 26. Nov. 1987 | 003    | 006 | 0 | 0  |
| Ali Sabah                         | Irak               | 1. Jan. 1977  | 004    | 017 | 0 | 0  |
| Mohanad Qasim Sarray              | Irak               | 22. Mai 1980  | 005    | 020 | 0 | 0  |
| Ryūji Satō                        | Japan              | 16. Apr. 1977 | 006    | 017 | 0 | 01 |
| Ali Shaban                        | Kuwait             | 16. Apr. 1974 | 003    | 011 | 0 | 0  |
| Nawaf Shukralla                   | Bahrain            | 13. Okt. 1976 | 005    | 023 | 2 | 0  |
| Ilgiz Tantashev                   | Usbekistan         | 5. Apr. 1984  | 003    | 014 | 0 | 01 |
| Muhammad Taqi                     | Singapur           | 25. Okt. 1986 | 003    | 005 | 0 | 0  |
| Masoud Tufaylieh                  | Syrien             | 5. Aug. 1977  | 005    | 020 | 1 | 0  |
| Mohd Amirul Izwan Yaacob          | Malaysia           | 25. Apr. 1986 | 006    | 020 | 1 | 0  |
| Omar al-Yaqoubi                   | Oman               | 3. Juli 1987  | 005    | 010 | 1 | 01 |
| Yu Ming-hsun                      | Taiwan             | 10. Jan. 1974 | 001    | 000 | 0 | 0  |
| Gesamt                            | Gesamt             | Gesamt        | 135    | 472 | 7 | 11 |